# Francesco Ignazio Mannu
Francesco Ignazio Mannu, né le 18 mai 1758 à Ozieri sur l'île de la Sardaigne et mort le 19 août 1839 à Cagliari sur la même île, est un magistrat et un homme de lettres italien, actif pendant la période du royaume de Piémont-Sardaigne.

## Biographie
Issu de la noblesse de l'époque, il est le fils de Giovanni Michele et de Margherita Ruig. Il étudie dans sa ville natale puis suit les cours de l'université de Sassari dont il sort diplômé en droit. Il s'installe à Cagliari où il effectue sa carrière de magistrat. 
Soutien de Giovanni Maria Angioy, il compose le chant de révolte traditionnel sarde Su patriotu sardu a sos feudatarios en 1794, également connu sous le nom de l'incipit Procurad'e moderare. Il échappe par la suite aux conséquences de la défaite d'Angioy et, en 1789, est proposé parmi trois noms comme vice-intendant général par le Reale Udienza. En 1819, il devient juge pour le Reale Udienza. À partir de 1824, il intègre la commission de la Reale Udienza et compile le livre de droit Leggi civili e criminali del Regno di Sardegna.
Il décède à Cagliari en 1839 à l'âge de 81 ans.

## Sources
- Petit Futé Sardaigne, Paris, Nouvelles Editions de l'Université, 2009, 409 p. (ISBN 27-4692-349-1), p. 78-79.
- (it) Salvatore Tola, La letteratura in lingua sarda, Rome, CUEC Editrice, coll. « Scuola e società », 2006, 560 p. (ISBN 88-8467-340-2), p. 147.